# ألكسندر سميث (كاتب)
ألكسندر سميث (بالإنجليزية: Alexander McCall Smith) (و. 1948  م) هو كاتب، وروائي، ومدرس، وشاعر قانوني ‏، وكاتب للأطفال بريطاني، ولد في بولاوايو، يستخدم آلات زمخر، وهو عضوٌ في الجمعية الملكية للادنبره، والجمعية الملكية للأدب.

## التعليم
تعلم في جامعة إدنبرة، وChristian Brothers College, Bulawayo ‏.

## جوائز
حصل على جوائز منها:
- جائزة بولينغر إيفريمان وودهاوس [الإنجليزية]‏ (2015)
- جائزة مارتن بيك [الإنجليزية]‏، عن عمل: The No. 1 Ladies' Detective Agency (novel) [الإنجليزية]‏ (2004)
- جائزة الخنجر في المكتبة [الإنجليزية]‏ (2004)
- قائد وسام الامبراطورية البريطانية
- زمالة الجمعية الملكية لإدنبرة
- زميل في الجمعية الملكية للأدب.

## وصلات خارجية
- ألكسندر سميث على موقع IMDb (الإنجليزية)
- ألكسندر سميث على موقع الموسوعة البريطانية (الإنجليزية)
- ألكسندر سميث على موقع ميوزك برينز (الإنجليزية)
- ألكسندر سميث على موقع ديسكوغز (الإنجليزية)
- ألكسندر سميث على موقع قاعدة بيانات الفيلم (الإنجليزية)
- ألكسندر سميث في قاعدة بيانات الأفلام على الإنترنت